# Дейчаківський Микола
Дейчаківський Микола (нар. 23 січня 1959, Клівленд, США) — український бандурист, диригент в діаспорі.
Гру на бандурі опанував у Капелі бандуристів ім. Т. Шевченка у Г. Китастого. У 1979 р. закінчив Університет Кейс Вестерн Резерв як хімік, а опісля в 1983 р. — магістратуру по диригуванню в Колумбійському університеті.
Проживав у Нью-Йорку, де виступав і керував ансамблем бандуристів «Гомін Степів».
З 1991 р. живе в Києві.